# Valdeavellano de Tera
Valdeavellano de Tera es una localidad y también un municipio de la provincia de Soria, partido judicial de Soria, comunidad autónoma de Castilla y León, España. Pueblo y cabecera de la comarca de El Valle y La Vega Cintora. La patrona de Valdeavellano de Tera es Nuestra Señora de la Paz. Dentro del municipio se encuentra el despoblado de Castilfrío.
Desde el punto de vista jerárquico de la Iglesia católica forma parte de la diócesis de Osma la cual, a su vez, pertenece a la archidiócesis de Burgos.

## Geografía

Término municipal de Valdeavellano de Tera

Al pueblo se accede por la N-111 (dirección hacia Logroño) desviándose unos 29 kilómetros por la SO-820. Una vez en el pueblo, a cuyos habitantes se denomina valdeavellaneses o vacones, se puede observar que la actividad principal es el ganado y el campo. El paisaje que se observa alrededor está compuesto por haya, pino, roble, acebo. También brezo, biércol, biercolina, té, tomillo, manzanilla. Y si se caza, se perciben por los alrededores el corzo, jabalí y ciervo. Cerca del término municipal discurren los ríos Razón y Razoncillo y el Tera, que da nombre a Valdeavellano.

### Naturaleza
En su término e incluidos en la Red Natura 2000 los siguientes lugares:
- Lugar de Interés Comunitario conocido como Sierras de Urbión y Cebollera ocupando 1995 hectáreas, la totalidad de su término.[1]
- Zona Especial Protección de Aves conocida como Sierra de Urbión ocupando 1995 hectáreas, la totalidad de su término.[2]

## Historia
El censo de Pecheros de 1528, en el que no se contaban eclesiásticos, hidalgos y nobles, registraba la existencia de 129 pecheros, es decir unidades familiares que pagaban impuestos. Según el documento original, se incluían los datos del barrio de Castelfrío.
A la caída del Antiguo Régimen la localidad se constituye en municipio constitucional, entonces conocido como Valdeavellano, en la región de Castilla la Vieja, partido de Soria que en el censo de 1842 contaba con 40 hogares y 135 vecinos.

## Demografía
Cuenta con una población de 218 habitantes (INE 2024).
| Gráfica de evolución demográfica de Valdeavellano de Tera entre 1842 y 2021                                           |
| |
| Población de derecho según los censos de población del INE. Población de hecho según los censos de población del INE. |

## Patrimonio
En Valdeavellano de Tera se puede contemplar la iglesia parroquial católica de Nuestra Señora de la Paz, con elementos del gótico, en cuyo interior se venera la imagen del mismo nombre, llevada hasta Valdeavellano desde Toledo por los pastores trashumantes.
La ermita de Nuestra Señora de las Espinillas, en el paraje de El Chiribital, se halla a un kilómetro del pueblo, en las estribaciones de la Sierra Cebollera.
También se puede contemplar la iglesia de la Soledad ubicada junto al albergue juvenil de la localidad. Este albergue fue donado por una familia del pueblo que emigró a América.

## Festividades
La fiesta principal se celebra el 16 de agosto en honor a la Virgen y San Roque.
El día 14 a las 12 de la madrugada se celebra el pregón de fiestas, el cual hará un vecino ilustre del pueblo y la correspondiente elección de Mozo y Moza (antiguamente también se elegía Paje y Paja), que se eligen entre los jóvenes del pueblo. Tras el pregón y la elección de los mozos se celebra la tradicional verbena a la que acude gente de las localidades cercanas y Soria.
El día 15, en honor a la Virgen de la Paz se celebra la misa y el posterior vermú.Por la tarde hay diversidad de actividades entre las que destacan el campeonato de Frontesis y juegos populares como Guiñote y la Tanguilla. Al Atardecer se celebra el baile y por la noche la Verbena.Al finalizar esta todos los mozos de la localidad que continúan con ganas de divertirse se trasladan al tradicional zurracapote donde se reparte la bebida con el mismo nombre.
El día 16, es el más importante porque se celebra en honor al patrón de la localidad San Roque. A las 13:00 horas se celebra la misa y al término de esta los mozos comienzan a celebrar la tradicional GALLOFA donde se recorre toda la localidad pidiendo dinero por las casas acompañados por los gaiteros para así conseguir dinero para la caldereta que se celebrara al día después. Por la tarde hay campeonato de Mus, bolos y concurso de disfraces para los más pequeños, baile en la pista y por la noche la Verbena con el concurso de disfraces, esta vez para los adultos. Al término de esta el zurracapote continua abierto.
El día 17, aunque es el último no es menos importante ya que se celebra en honor a San Roquito. A las 12:00 se celebra la tradicional misa en la ermita de las espinillas. A la hora de comer todas los vecinos del pueblo se reúnen por separado. Por un lado las CASADAS las últimas en unirse a esta tradición comen el un prado, lo más destacado son los melocotones con vino.
En un prado se sitúan los CASADOS cuya asadurilla es de lo más destacado.
Por último en el famoso `PRAO´ se reúnen los mozos para comerse la caldereta realizada por el alguacil del pueblo, los mozos beben cantan y bailan al son de la música de una charanga. Todos los mozos llevan la tradicional camiseta de fiestas la cual siempre termina empapada de vino. Tras comerse la caldereta los mozos realizan la tradicional bajada del prao formando dos filas en las que se realizan las tradicionales vueltas en torno a las fuentes del pueblo para acabar en la plaza del pueblo. Tras el ajetreado día hay baile y Verbena.